# MTV Europe Music Award al miglior artista africano
L'MTV Europe Music Award al miglior artista africano (MTV Europe Music Award for Best African Act) è uno dei premi principali dell'MTV Europe Music Award, che viene assegnato dal 2005. Nel 2008, a seguito del lancio degli MTV Africa Music Awards, si è deciso di eliminare la categoria. Tuttavia, con il lancio del Best Worldwide Act (Miglior artista mondiale) si è deciso di ripristinare la categoria.

## Albo d'oro

### Anni 2000
| Anno | Vincitore     | Nominati                                            |
| ---- | ------------- | --------------------------------------------------- |
| 2005 | 2face Idibia  | - Kaysha - Kleptomaniax - 02 - Zamajobe             |
| 2006 | Freshlyground | - Nameless - Juma Nature - P-Square - Anselmo Ralph |
| 2007 | D'banj        | - Chameleone - Hip Hop Pantsula - Jua Cali - Samini |

### Anni 2010
| Anno | Vincitore   | Nominati                                                           |
| ---- | ----------- | ------------------------------------------------------------------ |
| 2012 | D'banj      | - Camp Mulla - Mi Casa - Sarkodie - Wizkid                         |
| 2013 | LCNVL       | - Fuse ODG - Mafikizolo - P-Square - Wizkid                        |
| 2014 | Sauti Sol   | - Davido - Goldfish - Diamond - Toofan                             |
| 2015 | Diamond     | - AKA - Davido - DJ Arafat - Yemi Alade                            |
| 2016 | Alikiba     | - Black Coffee - Cassper Nyovest - Olamide - Wizkid                |
| 2017 | Davido      | - Babes Wodumo - C4 Pedro - Nasty C - Nyashinski - WizKid          |
| 2018 | Tiwa Savage | - Shekhinah - Nyashinski - Fally Ipupa - Davido - Distruction Boyz |
| 2019 | Burna Boy   | - Harmonize - Nasty C - Prince Kaybee - Teni - Toofan              |

### Anni 2020
| Anno | Vincitore        | Nominati                                                                  |
| ---- | ---------------- | ------------------------------------------------------------------------- |
| 2020 | Master KG        | - Burna Boy - Rema - Kabza de Small e DJ Maphorisa - Sheebah - Gaz Mawete |
| 2021 | Wizkid           | - Amaarae - Diamond Platnumz - Focalistic - Tems                          |
| 2022 | Burna Boy        | - Ayra Starr - Black Sherif - Musa Keys - Tems - Zuchu                    |
| 2023 | Diamond Platnumz | - Asake - Burna Boy - Libianca - Tyler ICU                                |
| 2024 | Tayla            | - Asake - Ayra Starr - DBN Gogo - Diamond Platnumz - TitoM & Yuppe        |